# دميتون بالا
دميتون بالا (بالفارسية: دمیتون بالا) هي قرية تقع في قسم جلغة تشاة هاشم الريفي (مقاطعة دلغان) في إيران. يقدر عدد سكانها بـ 95 نسمة بحسب إحصاء 2016.